# Nö Sleep at All
Nö Sleep at All (No dormir en absoluto) es el segundo álbum en directo de la banda de rock británica Motörhead, fue lanzado al mercado el 15 de octubre de 1988.
El álbum fue grabado el 2 de julio de 1988, durante el concierto de Motörhead en el festival Giants of Rock, en Hämeenlinna, Finlandia y fue lanzado originalmente por el sello GWR, en disco de vinilo y casete, conteniendo diez canciones y en CD, conteniendo doce.
La banda se embarcó en una gira americana como teloneros de Slayer para promocionar este disco.

## Lista de canciones
1. "Doctor Rock" (Burston, Phil Campbell, Pete Gill, Lemmy Kilmister) – 3:17
2. "Traitor" (Burston, Campbell, Kilmister, Phil "Philthy Animal" Taylor) – 2:40
3. "Dogs" (Burston, Campbell, Kilmister, Taylor) – 3:24
4. "Ace of Spades" (Eddie Clarke, Kilmister, Taylor) –	2:51
5. "Eat the Rich" (Burston, Campbell, Kilmister, Taylor) – 4:34
6. "Built for Speed" (Burston, Campbell, Pete Gill, Kilmister) – 4:56
7. "Deaf Forever" (Burston, Campbell, Gill, Kilmister) – 4:02
8. "Just 'Cos You Got the Power" (Burston, Campbell, Kilmister, Taylor) – 7:28
9. "Killed by Death" (Burston, Campbell, Gill, Kilmister) – 5:58
10. "Overkill" (Clarke, Kilmister, Taylor) – 6:33

### Pistas adicionales en CD
- "Stay Clean" (Clarke, Kilmister, Taylor) – 2:37
- "Metropolis" (Clarke, Kilmister, Taylor) – 3:18

## Personal
- Lemmy – bajo, voz
- Phil Campbell – guitarra, coros
- Würzel – guitarra, coros
- Phil "Philthy Animal" Taylor – batería